# 345年
| 千纪： | 1千纪                                                                                           |
| 世纪： | 3世纪 \| 4世纪 \| 5世纪                                                                         |
| 年代： | 310年代 \| 320年代 \| 330年代 \| 340年代 \| 350年代 \| 360年代 \| 370年代                       |
| 年份： | 340年 \| 341年 \| 342年 \| 343年 \| 344年 \| 345年 \| 346年 \| 347年 \| 348年 \| 349年 \| 350年 |
| 纪年： | 乙巳年（蛇年）；成汉太和二年；东晋永和元年；前凉建兴三十三年；后赵建武十一年；代国建国八年      |

## 大事记
- 庾翼死後，將領干瓚及戴羲等作亂，毛穆之與江虨及朱燾聯手平定，同年東晉輔政大臣何充提出讓桓溫代替庾氏家族鎮守荊州，是譙國桓氏在東晉堀起的重要起點。
- 張寔子張駿稱涼王，都姑臧，以所在地涼州為國號「涼」，史稱「前涼」
- 十月，燕将慕容恪攻高句丽。
- 十二月，张骏攻焉耆。

## 逝世
- 8月16日——庾翼，东晋將領和书法家，权臣庾亮和庾文君之弟，官至征西将军、荆州刺史，世称小庾。